# Оберкунерсдорф
Оберкунерсдорф (њем. Obercunnersdorf) општина је у њемачкој савезној држави Саксонија. Једно је од 59 општинских средишта округа Герлиц. Према процјени из 2010. у општини је живјело 2.120 становника. Посједује регионалну шифру (AGS) 14626380.

## Географски и демографски подаци
Оберкунерсдорф се налази у савезној држави Саксонија у округу Герлиц. Општина се налази на надморској висини од 358 метара. Површина општине износи 15,6 km². У самом мјесту је, према процјени из 2010. године, живјело 2.120 становника. Просјечна густина становништва износи 136 становника/km².

## Међународна сарадња
| Мјесто     | Држава               | Врста сарадње | Од    |
| ---------- | -------------------- | ------------- | ----- |
| Миделкерке | Белгија              | контакт       | 1990. |
| Кливдон    | Уједињено Краљевство | контакт       | 1990. |
|            | Француска            | контакт       | 1990. |
| Извор      |                      |               |       |